# Cremeschnitte
Cremeschnitte ist die Bezeichnung für die einzelnen Kuchenstücke einer rechteckigen Vanillecremetorte. Sie besteht aus zwei bis drei mit Creme gefüllten Blätterteigblättern, welche mit Puderzucker bestäubt (in Österreich und in der Schweiz glasiert) werden.

## Lehnwort Cremeschnitte
Das deutsche Lehnwort Cremeschnitte in der ungarischen Schreibform krémes geht auf die Zeit des österreichisch-ungarischen Reichs zwischen 1867 und 1918 zurück, als kremšnita wurde es auch in die bosnische, kroatische und serbische Sprache übernommen und als cremşnit in die rumänische.

## Österreich

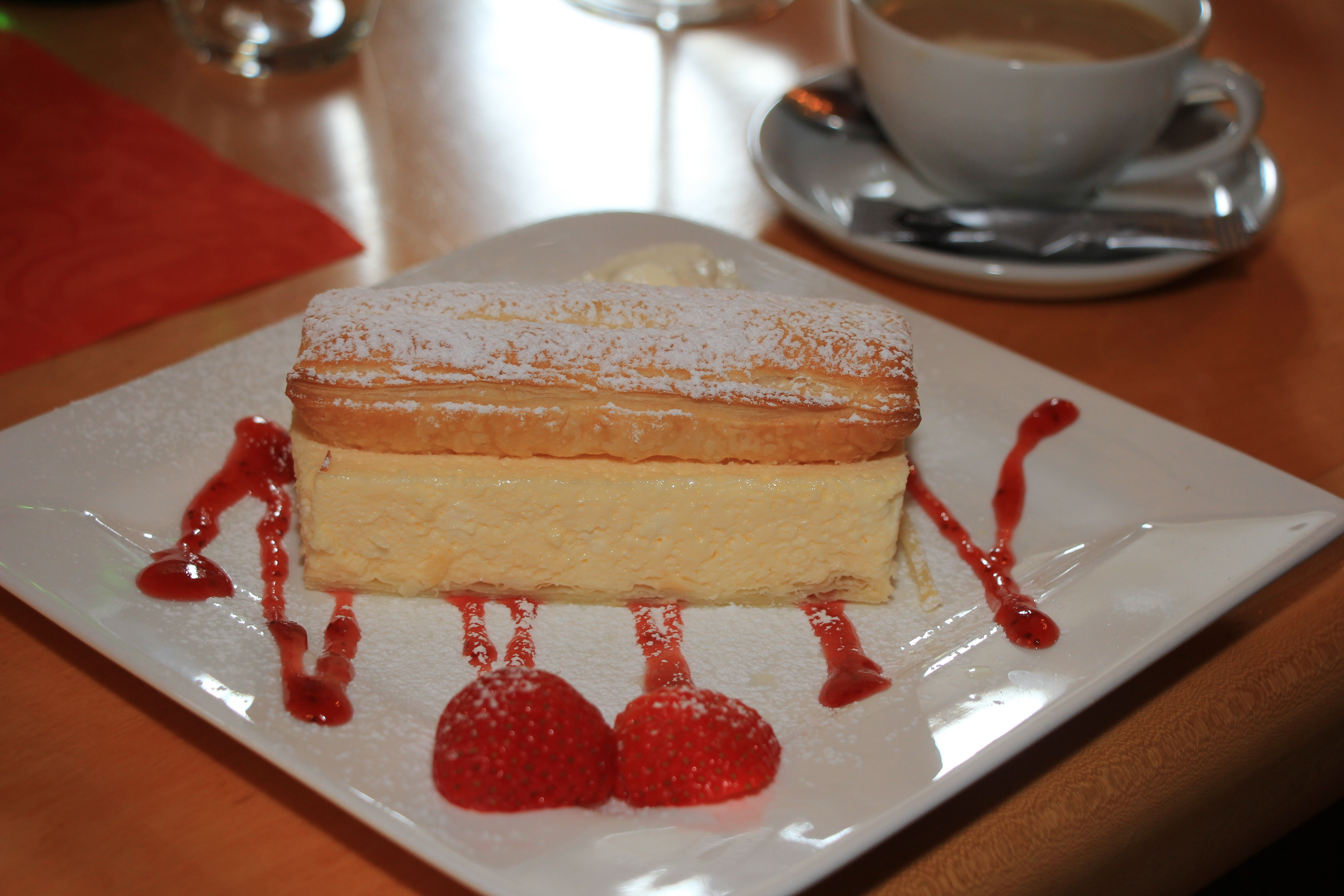
Cremeschnitte, Niederösterreich

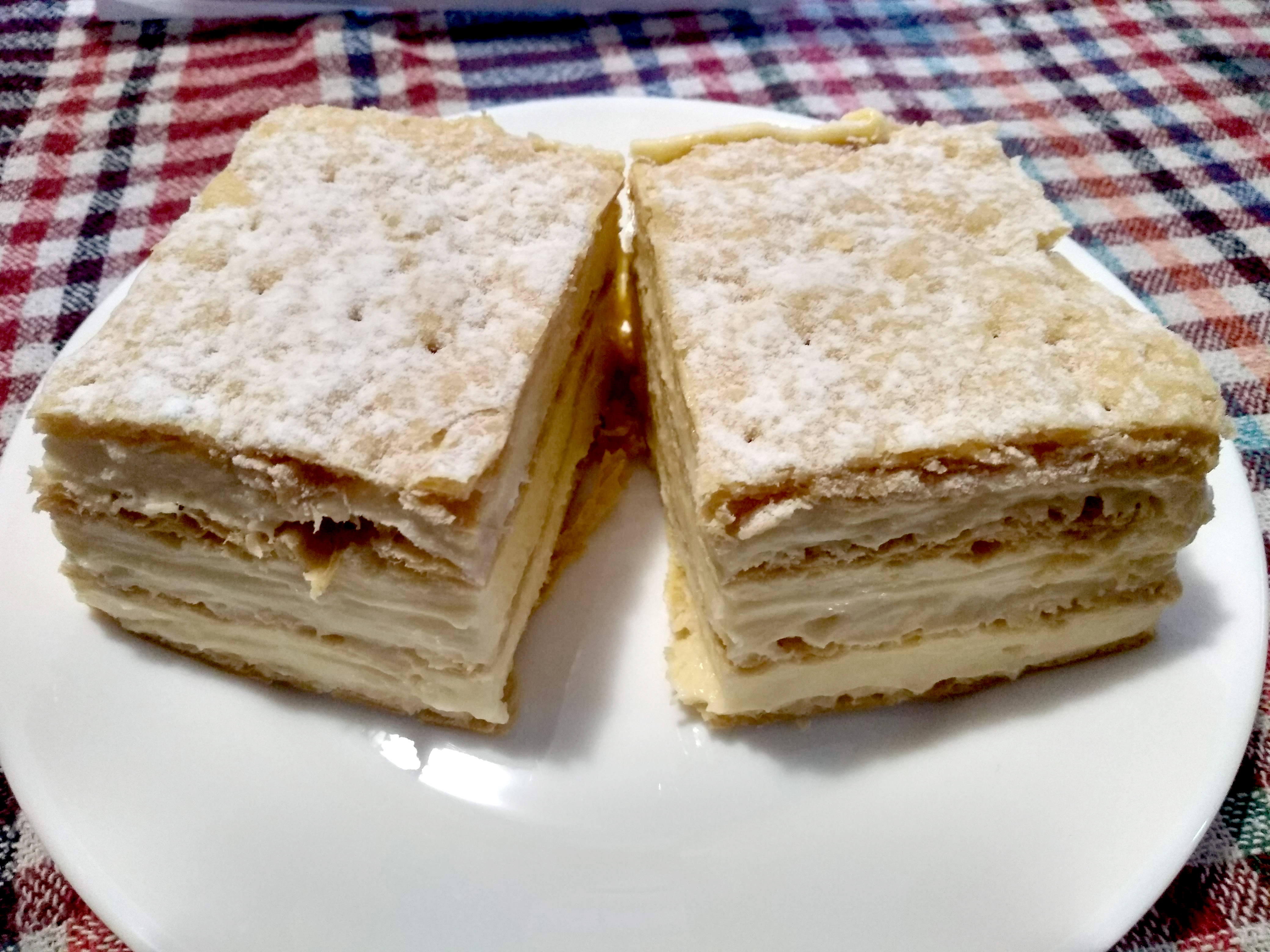
In Kotor (Montenegro) werden traditionelle Kotor-Cremeschnitten (Kotorske krempite) aus drei Schichten Teig und zwei Schichten Sahne hergestellt

Der moderne Rezeptname Cremeschnitte hatte um 1800 im Grätzer "Allerneuestes Kochbuch für Fleisch- und Fasttäge" noch die Bezeichnung "Kreem mit Butterteig", das Rezept entsprach einer Pastete, die mit einer süßen Creme aus Mehl, Süßrahm, Eiern und Abrieb von Limonien gefüllt war.
In ihrem Kochbuch von 1856 beschrieb eine Wirtschafterin des Wiener Schottenstifts die Crémeschnitten bestehend aus zwei Butterteigplatten, die mit einer Vanillecreme aus Obers, Eidottern, Mehl und Eischnee gefüllt und danach gebacken wurden. Anschließend wurde der Kuchen geteilt und gezuckert.
In Österreich sind Cremeschnitten heute eine Mehlspeise aus zwei mit Oberscreme gefüllten Butterteigblättern. Für die Cremeschnitten wird ein Blätterteig aus Butter, Mehl, Wasser, etwas Rum, Essig und Salz, eventuell einem Eidotter, bereitet, daraus zwei Teigblätter in der Größe des Backbleches ausgewalkt und gebacken. Nach dem Auskühlen wird eines der Blätter in acht Zentimeter breite Streifen vorgeschnitten. Dann wird das ganze Blatt mit einer Creme aus Obers, Eiern, Zucker, Vanille und Gelatine bestrichen und mit den Streifen des anderen Blattes belegt, die Unterseite nach oben gekehrt. Das Deckblatt wird mit Staubzucker überzuckert. Nach dem völligen Stocken der Oberscreme wird der Kuchen in Schnitten geteilt.

## Rumänien
Für die rumänische Cremșnit wird traditionell eine Masse aus Margarine, Zucker, Eiern, Mehl und Rum oder Rumaroma in einer emaillierten Form im Ofen schnittfest gebacken. Da der richtige Zeitpunkt zum Entfernen des Gebäcks schwierig zu bestimmen ist, wird heute aus Bequemlichkeitsgründen oft Blätterteig als Boden und Deckel verwendet.

## Slowenien

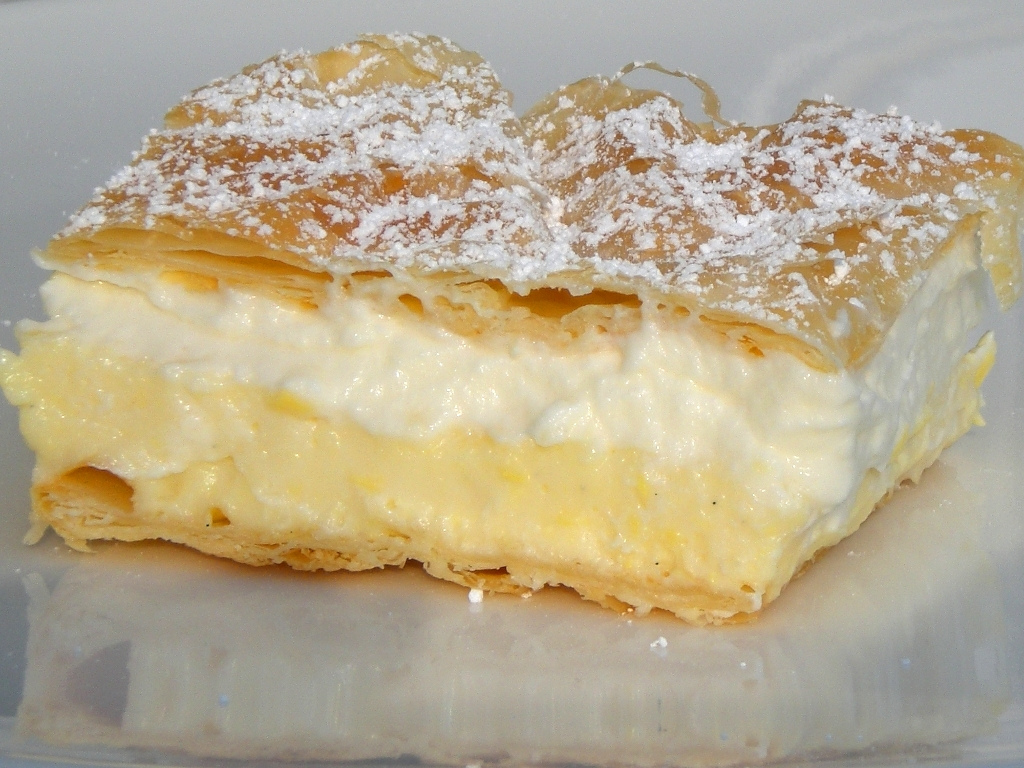
Blejska kremšnita, Slowenien

Blejska kremšnita (oder kremna rezina) ist eine gastronomische Spezialität der slowenischen Stadt Bled. Zu Beginn des 20. Jahrhunderts soll der Sohn eines Bäckers Ravnik von seinen Reisen als Lehrling in Österreich und Deutschland ein Notizbuch mit verschiedenem Gebäck mitgebracht haben. Ištvan Lukačević, der nach dem Zweiten Weltkrieg aus der Vojvodina nach Slowenien kam, wurde der Erfinder der Bleder Cremeschnitte. In der Bäckerei Ravnik lernte er, jedes Gebäck aus dem Notizbuch herzustellen. Später arbeitete er in der Konditorei des Hotels Park, wo er die Idee hatte, einen Sahnekuchen mit dem Namen "Saminita" zu ersetzen, da dieser als zu süß und zu schwer empfunden wurde. Er bestrich ein Kuchenblatt mit Vanillecreme, zog eine dünne Schicht geschlagener Sahne darüber, bedeckte dies mit einem zweiten Kuchenblatt und bestreute es großzügig mit Puderzucker.

## Schweiz

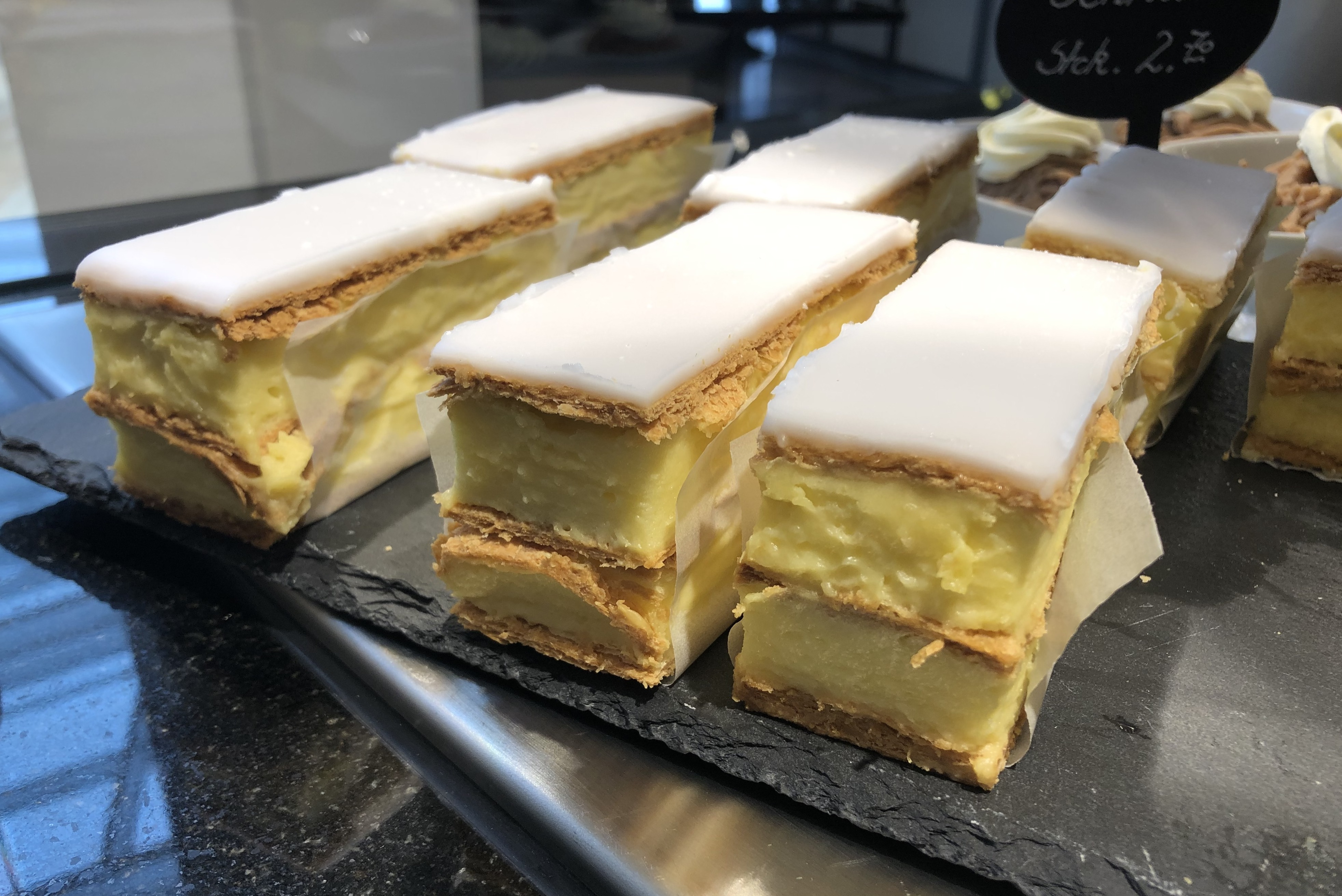
Schweizer Crèmeschnitten

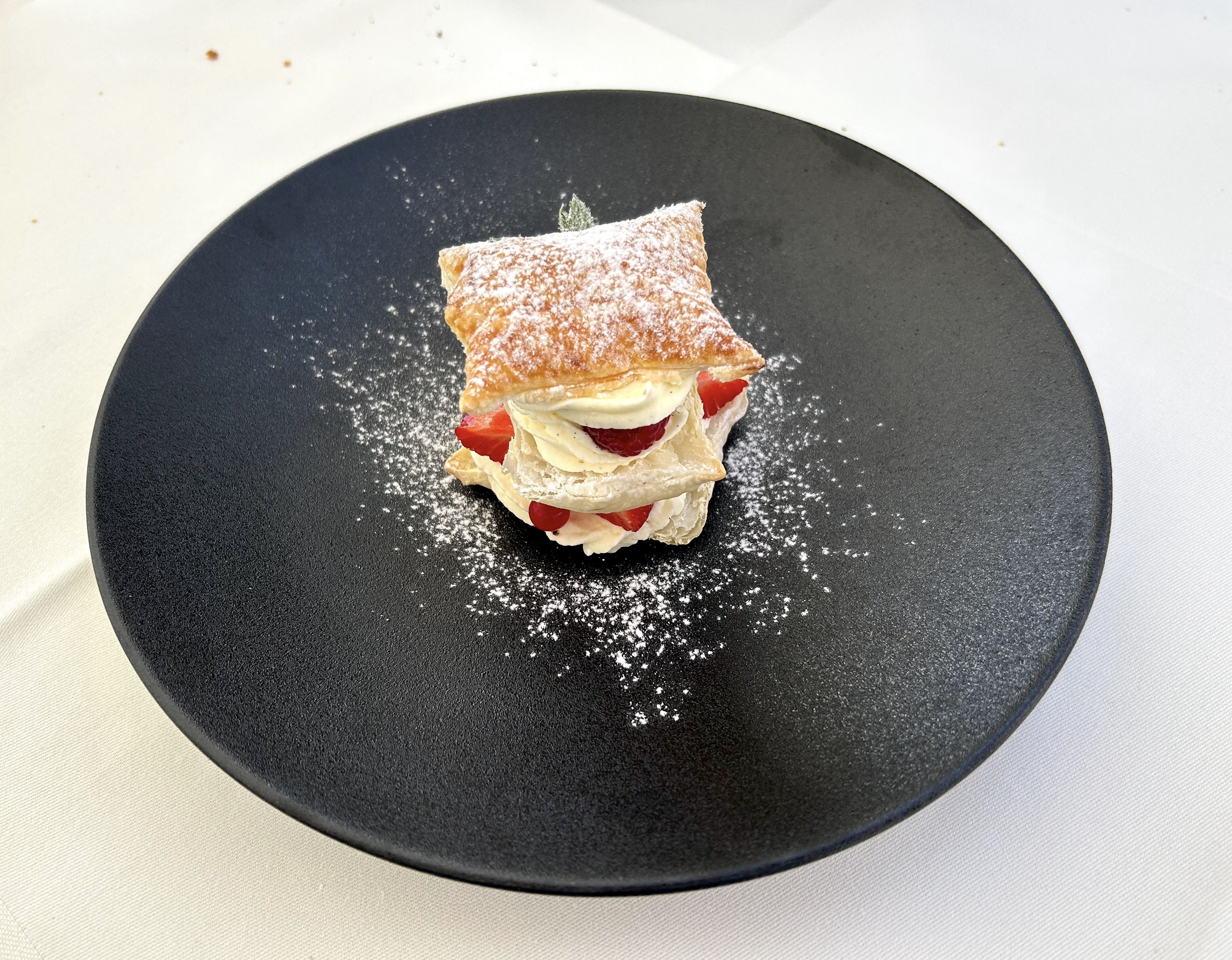
Crèmeschnitte mit Früchten

In der Schweiz besteht eine klassische Crèmeschnitte aus drei Lagen Blätterteigstreifen, dazwischen liegen zwei Schichten Vanillecrème oder mit Vanille aromatisierter Mascarpone, zuoberst eine zitronige Zuckerglasur. In der französischen Schweiz wird die Crèmeschnitte mille feuille genannt.